# L'Amant secret
L'Amant secret est un poème en stances de Tristan L'Hermite, d'abord publié sous le titre L'Amant discret dans le recueil des Plaintes d'Acante en 1633, puis intégré dans le recueil des Amours en 1638.

## Présentation

### Texte
L'Amant secret est constitué de sept stances en sixains:
Douce et paisible Nuit, déité secourable

Dont l'empire est si favorable

À ceux qui sont lassés des longs travaux du jour,

Chacun dort maintenant sous tes humides voiles,

Mais, malgré tes pavots, les épines d'Amour

M'obligent de veiller avecque tes étoiles.

Tandis qu'un bruit confus règne avec la lumière,

Ma passion est prisonnière ; 

Je crains d'être aperçu, j'ai peur d'être écouté ;

Il faut que je me taise et que je dissimule,

Mais sous ton cours muet, je prends la liberté

D'entretenir tes feux de celui qui me brûle.

### Publication
L'Amant discret fait partie du recueil des Plaintes d'Acante en 1633. Il est intégré dans le recueil des Amours en 1638, sous son nouveau titre L'Amant secret.

## Postérité

### Éditions nouvelles
La première réédition des Plaintes d'Acante et autres œuvres par Jacques Madeleine, en 1909, permet de découvrir la version originale de l'Amant discret. La même année, Adolphe van Bever reproduit la version corrigée dans la collection « Les plus belles pages » pour le Mercure de France.
En 1925, Pierre Camo publie une réédition intégrale des Amours, avec une sélection de poèmes de La Lyre et des Vers héroïques, dont L'Amant secret. En 1960, Amédée Carriat retient les deux premières stances du poème dans son Choix de pages de toute l'œuvre en vers et en prose de Tristan. En 1962, Philip Wadsworth le reprend dans son choix de Poésies de Tristan pour Pierre Seghers.
L'Anthologie de la poésie française, dans la Bibliothèque de la Pléiade, reproduit L'Amant secret en entier.

### Œuvres complètes
- Jean-Pierre Chauveau et al., Tristan L'Hermite, Œuvres complètes (tome II) : Poésie I, Paris, Honoré Champion, coll. « Sources classiques » (no 41), 2002, 576 p. (ISBN 978-2-745-30606-7)

### Anthologies
- Pierre Camo (préface et notes), Les Amours et autres poésies choisies, Paris, Garnier Frères, 1925, XXVII-311 p.
- Amédée Carriat (présentation et annotations), Tristan L'Hermite : Choix de pages, Limoges, Éditions Rougerie, 1960, 264 p.
- Jean-Pierre Chauveau, Gérard Gros et Daniel Ménager, Anthologie de la poésie française : Moyen Âge, XVIe siècle, XVIIe siècle, Paris, Gallimard, coll. « La Pléiade » (no 466), 2000, 1586 p. (ISBN 2-07-011384-1)
- Philip Wadsworth (présentation et notes), Tristan L'Hermite : Poésies, Paris, Pierre Seghers, 1962, 150 p.

### Ouvrages cités
- Napoléon-Maurice Bernardin, Un Précurseur de Racine : Tristan L'Hermite, sieur du Solier (1601-1655), sa famille, sa vie, ses œuvres, Paris, Alphonse Picard, 1895, XI-632 p.
- Amédée Carriat, Tristan, ou L'éloge d'un poète, Limoges, Éditions Rougerie, 1955, 146 p.